# 布羅肯鮑鎮區 (內布拉斯加州卡斯特縣)
布羅肯鮑鎮區（英語：Broken Bow）是位於美國內布拉斯加州卡斯特縣的一個行政鎮區。

## 地方資料
布羅肯鮑鎮區的面積為322.05平方千米，當中陸地面積為321.91平方千米，而水域面積為0.14平方千米。根據2020年美國人口普查的數據，當地共有人口722人，而人口密度為每平方千米2.24人。